# Brühlsches Allerlei

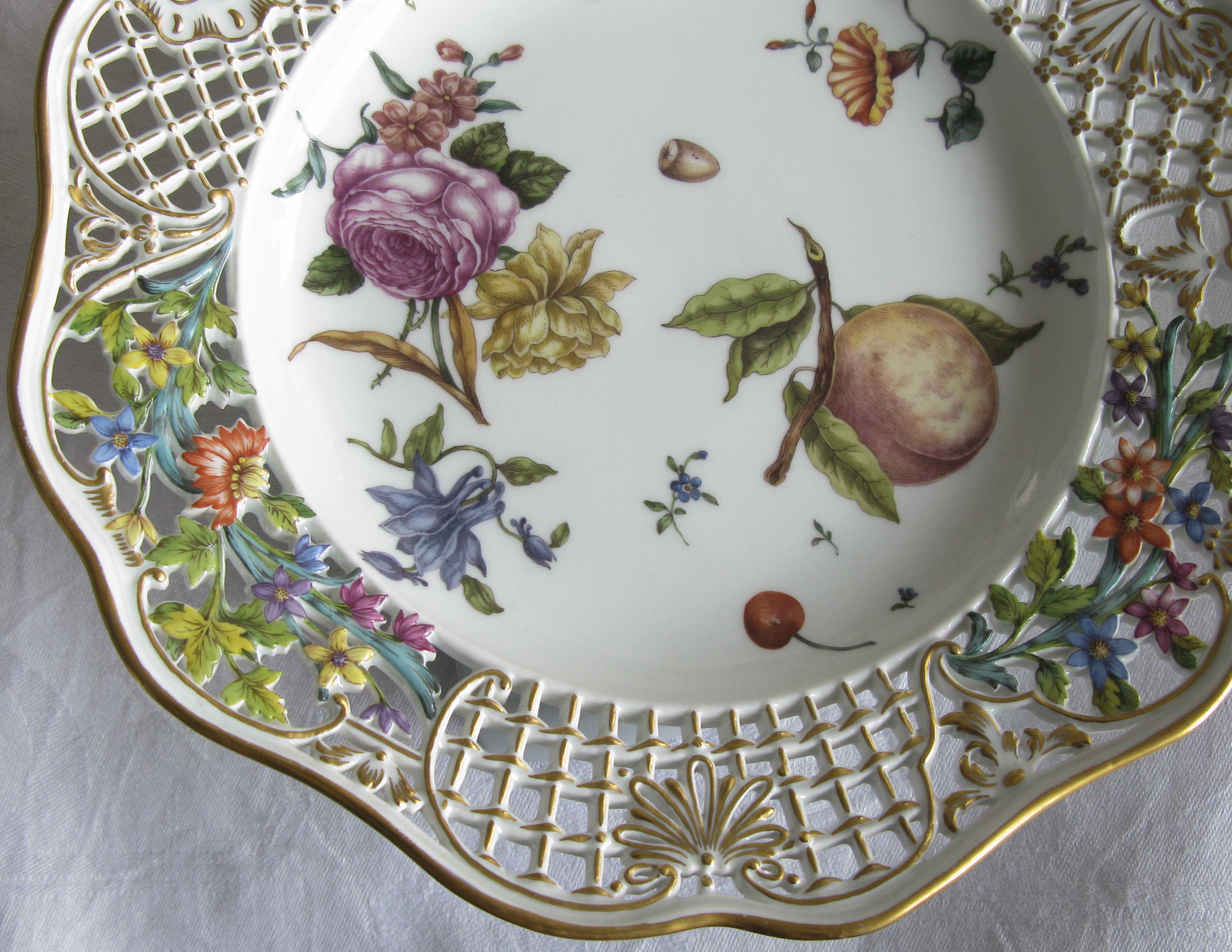
Brühlsches Allerlei – Dekor wie ein Garten im Sommer

Das Brühlsche Allerlei ist ein Meißner Reliefdekor, das von Johann Friedrich Eberlein für ein Service des Grafen Heinrich von Brühl entwickelt wurde. Im Dekor wechseln drei verschiedene Gitterfelder mit geschwungenen, staffierten Blumenfeldern. Auf dem Spiegel erscheinen einzelne Früchte, Wurzeln oder Knollen und Blumen. Teller, Terrinen und andere Geschirre wurden mit Reliefdekor geschmückt, bei Dessertplatten und -tellern war das Dekor sogar durchbrochen.